# Black Stone (dal)
A Black Stone Gackt japán énekes kislemeze, mely 2005. április 27-én jelent meg a Nippon Crown kiadónál. Harmadik helyezett volt az Oricon heti slágerlistáján és hét hétig szerepelt rajta. A Japán Hanglemezgyártók Szövetsége aranylemezzé nyilvánította.

## Számlista
| #  | Cím                        | Hossz |
| -- | -------------------------- | ----- |
| 1. | Black Stone                | 3:23  |
| 2. | Ash                        | 4:40  |
| 3. | Black Stone (Instrumental) | 3:22  |
| 4. | Ash (Instrumental)         | 4:40  |